# Mastertronic
Mastertronic（マスタートロニック）とは、イギリスのゲーム会社。低価格パソコンゲームの販売で知られる。

## 概要
旧Mastertronicは1980年代後半の欧州で低価格パソコンゲームの販売で知られたが、SEGA Master Systemのディストリビューターとしての大きな成功のためにセガに買収され、1991年よりSEGA EUROPEとなった。
その後2003年にMastertronicの創業者でSEGA EUROPEの元社長がSEGAより名前の権利を買取り、新たにMastertronicを設立。新Mastertronicは2006年から2015年まで活動した。

## 歴史
Mastertronic社は、1983年に設立されたパソコン用ゲーム会社である。ウールワースやトイザらスなどを販売チャネルとして使い、カセットテープを供給媒体として1.99ポンドや2.99ポンドといった低価格でソフトウェアを販売することで業績を伸ばした。当時の低価格ソフトウェアと言えばクソゲーが多かったが、Mastertronic社は低価格にしては良質なソフトウェアを供給したことで市場に受け入れられ、大手企業となった。
1980年代後半はアメリカにも進出し、またアーケードゲームにも進出するなど多角経営を始める。しかし企業買収をしすぎた結果財政危機となったため、Virginの財政支援を受けることとなった。1989年にMastertronicはVirginに買収されVirgin Mastertronicとなり、ヴァージングループの低価格ゲームソフト部門として存続する。しかしこの頃より他の大手ゲームメーカーが過去のヒット作品を低価格化してリリースするなどし始めたため、低価格にしては出来がいいと言うだけのMastertronic製ゲームの競争力は落ち始めた。
一方1987年より、Mastertronic社はSEGAのディストリビューターとしてSega Master Systemの販売をはじめる。Mastertronicは欧州全土でMaster Systemを販売し、ライバル機であるNESをしのぐ莫大な売り上げを記録した。
しかし皮肉にも自社製品であるMaster Systemの普及によって、Mastertronicブランドはその役目を終えることとなる。ファミリーコンピュータが普及した日本では1980年代よりパソコンゲームの市場が縮小していたが、欧州でも1990年ごろにはNESやMaster Systemといったゲーム機の普及によって、パソコン用ゲーム市場そのものが縮小してしまっていた。Mastertronic社のソフトウェア部門は有名無実となり、実質的には単なるセガハードの代理店となっていた。
1991年、Mastertronic社はSEGA本体に買収され、SEGAの欧州支社であるSEGA EUROPEとなり現在に至る。
2003年、SEGA EUROPEの元社長がSEGAから名前の権利を買い取り、2006年に新たにMastertronic社を設立。£3から£10の超低価格パソコン用ゲームで知られるほか、インディーズゲームのパブリッシャーとしても活動していたが、2014年頃より経営が悪化し、2015年に「Sold Out Sales & Marketing 」部門をスピンアウトさせた後、イギリスのPCゲーム黎明期より続いたMastertronicとしての展開を終了した。